# 大泉町立北中学校
大泉町立北中学校（おおいずみちょうりつ きたちゅうがっこう）は、群馬県邑楽郡大泉町城之内二丁目にある公立中学校。

## 沿革
- 1947年4月 - 群馬県邑楽郡小泉町に小泉町立小泉中学校として開校。
- 1947年5月28日 - 校章並びにバッジを町民から図案募集して制定。
- 1948年1月25日 - 小泉町立小泉中学校PTAが結成。
- 1951年1月24日 - 生徒会誌「いずみ」の第1号が発刊。
- 1957年3月31日 - 大川村と小泉町が町村合併を行い大泉町となる。校名を改称して、大泉町立小泉中学校となる。
- 1958年4月1日 - 校名を改称して、大泉町立大泉北中学校となる。
- 1961年11月19日 - 校歌を制定（作詞・作曲：校歌制定委員会）。
- 1962年8月5日 - バスケットボール男子、県大会において優勝。
- 1963年8月4日 - バスケットボール女子、県大会において優勝。
- 1965年3月9日 - 大泉町立北中学校同窓会結成。
- 1983年7月30日 - 体操男子（団体）、県大会において優勝。
- 1985年8月8日 - 群馬県吹奏楽コンクールにおいて金賞を受賞。
- 1989年8月13日 - 群馬県吹奏楽コンクールにおいて金賞を受賞。
- 1991年8月3日 - 軟式テニス男子ダブルス、県大会において優勝。
- 1997年3月7日 - 応援歌を生徒の作詞・作曲で制定（作詞：橋本枝穂里 作曲：田部井成）。
- 1998年6月14日 - バスケットボール男子、県春季大会において優勝。
- 2003年6月8日 - バレーボール男子、県春季大会において優勝。
- 2003年7月31日 - バレーボール男子、県夏季大会において優勝（県大会春夏連覇）。
- 2005年11月6日 - バスケットボール男子、県新人大会において優勝。

## 学校行事
| - 4月 入学式 - 5月 - 6月 3年修学旅行（京都）・運動会 | - 7月 2年職場体験学習 - 8月 - 9月 | - 10月 合唱コンクール - 11月 - 12月 | - 1月 - 2月 2年スキー教室・1年東京体験 - 3月 卒業式 |

## 学区
- 群馬県邑楽郡大泉町
  - 東小泉
  - 朝日
  - 中央
  - 城之内
  - 上小泉
  - 下小泉
  - 北小泉
  - いずみ1丁目
  - 西小泉
  - 住吉の一部
  - 富士1丁目の一部、2丁目、3丁目の一部

## 交通
- 東武鉄道小泉線西小泉駅より徒歩10分
- 自転車通学が許可されている。

## 主な卒業生
- 小淵雅 - プロバスケットボール選手（bjリーグ・大阪エヴェッサ所属）：1999年卒業
- 金井俊文 ヨーロッパを拠点に活動するオーケストラ指揮者 (第16回上毛芸術文化賞受賞) 2000年卒業